# Live al Big Club, 1988
Live al Big Club, 1988 è il terzo album dal vivo del gruppo musicale italiano Diaframma, pubblicato nel dicembre 2002.

## Descrizione
Pubblicato esclusivamente come allegato al numero 8 della rivista Il Mucchio Extra, il disco è stato prevalentemente registrato a Torino il 7 novembre 1988; fanno eccezione le ultime tre tracce, tratte da un'esibizione tenuta dal gruppo a Firenze il 27 agosto 1988.

## Tracce
1. Adoro guardarti – 3:09
2. Blu petrolio – 3:35
3. Boxe – 3:20
4. Marta – 3:16
5. Spazi immensi – 3:40
6. Tre volte lacrime – 3:46
7. Godi amore – 3:38
8. Aspettando te – 2:44
9. Siberia – 6:05
10. Io ho in mente te – 2:30
11. L'altra parte di me – 2:45
12. Un temporale in campagna – 3:45
13. Elena – 4:00
14. Amsterdam – 3:40
15. Memoria – 3:42
16. Delorenzo – 3:05
17. Libra – 3:16
18. Dottoressa – 3:26
19. Caldo – 2:55
20. Oceano – 3:23

## Formazione
- Miro Sassolini - voce
- Federico Fiumani - chitarra
- Leandro Braccini - basso
- Fabio Provazza - batteria